# Scott Dibble (chính khách)
David Scott Dibble (sinh ngày 27 tháng 8 năm 1965) là một nhà hoạt động, chính khách Minnesota, và là thành viên của Thượng viện Minnesota. Là thành viên của Đảng Lao động-Nông dân-Dân chủ Minnesota (DFL), ông đại diện cho Quận 61, bao gồm các phần của thành phố Minneapolis thuộc Quận Hennepin.

## Giáo dục
Dibble đã tham dự cả Đại học Minnesota và Đại học St. Thomas ở Saint Paul.

## Đời tư
Dibble là người đồng tính công khai. Chồng ông là Richard Leyva. Họ kết hôn ở California trước khi thông qua Dự luật 8. Vào tháng 11 năm 2019, Dibble tuyên bố rằng một người đàn ông mà Dibble đã có quan hệ ngoài hôn nhân đã cố gắng tống tiền ông thông qua việc trả thù khiêu dâm.

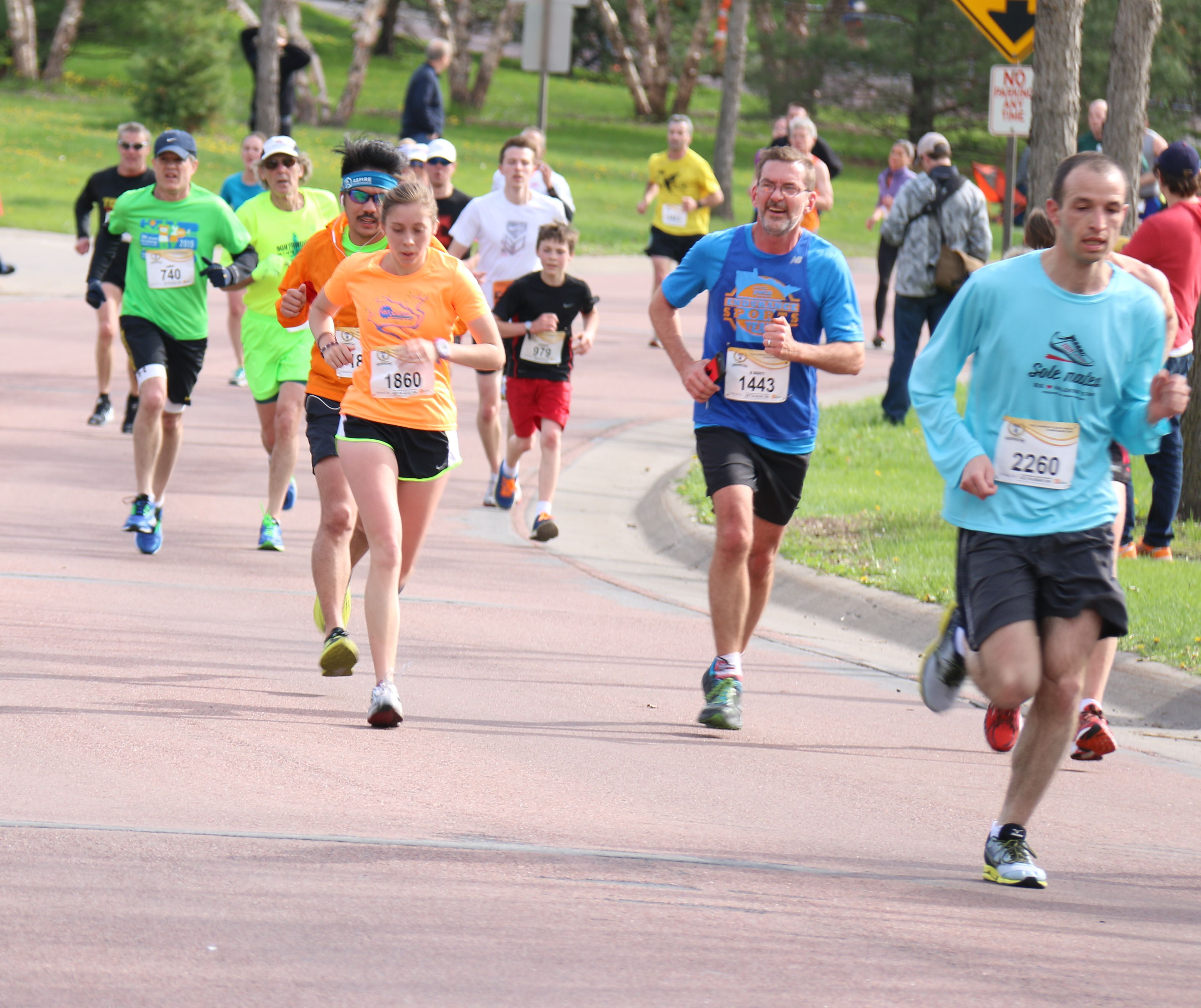
Scott (1443) gần kết thúc cuộc đua 10 nghìn năm 2016 tại Minneapolis

Dibble là một người chạy bộ và đã hoàn thành một số marathon.